# Christianslund
Christianslund er en herregård i Ørum Sogn, Galten Herred i det tidligere Randers Amt. Den er dog langt fra nogen gammel gård, da grundlæggelsen sker i 1798. Jorden havde tidligere hørt under Stamhuset Frisenvold, men 1798 får stamhusbesidderen greve Christian August Hardenberg-Reventlow tilladelse til at afhænde stamhusets ejendomme. Frisenvold blev solgt til forvalter August Strøver, der umiddelbart efter bortsolgte flere parceller af tilliggendet. To parceller inklusive den forholdsvis nyoprettede skovridergård Christianslund blev erhvervet af ritmester Werner Therodor baron Rosenkrantz, der nu ophøjedes til hovedgård. Gårdens navn skyldes uden tvivl ovennævnte greve Reventlow. Ved Werner Theodor Rosenkrantz død blev gården erhvervet på auktion af den yngre broder Holger baron Rosenkrantz, der havde store tilgodehavender hos broderen. 

## Ejere af Christianslund
- (1798-1823) Werner Theodor baron Rosenkrantz
- (1823-1829) Holger baron Rosenkrantz (bror til ovennævnte)
- (1829-1856) Lauritz Ostenfeld
- (1856-1858) Dorthe Kirstine Ostenfeld, f. Dinesen
- (1858-1876) Carl Wilhelm August Christensen
- (1876-1896) Christian Benedictus Johan Ludvig Conrad Ferdinand greve Reventlow
- (1896-1910) Adam Løvenskiold
- (1910-1912) Rudolf Heilmann
- (1912-1920) Søren Bach
- (1920-1933) C. L. G. Stapel
- (1933) Jydsk Landhypotekforening
- (1933-1934) R. A. Jørgensen
- (1934-1962) Aage Brask

- (1962-ca 1990) Svend Aage Stenild Brask
- (1999-i dag) Gert Lopdrup Pedersen

|  | Denne artikel om en bygning eller et bygningsværk kan blive bedre, hvis der indsættes et (bedre) billede. Du kan hjælpe ved at afsøge Wikimedia Commons for et passende billede eller lægge et op på Wikimedia Commons med en af de tilladte licenser og indsætte det i artiklen. |

56°24′7″N 9°58′25″Ø / 56.40194°N 9.97361°Ø